# France Dimanche
France Dimanche ist eine der Regenbogenpresse zuzurechnende französische Zeitschrift. Sie erscheint wöchentlich freitags im Hachette-Verlag in einer Auflage von rund 150.000 Exemplaren.

## Konzept
France Dimanche veröffentlicht jede Woche Neuigkeiten und Photographien aus der Welt der Filmstars, des Showbusiness, des Jetset und zu allen Themen der Boulevardpresse.
Im Jahr 2010 veröffentlichte Frankreich Dimanche ein angebliches Interview des verstorbenen Claude François durch ein Medium.